# Dmitrij Bagrjanov
Dmitrij Vjačeslavovič Bagrjanov (rus. Дмитрий Вячеславович Багрянов) (Moskva, Rusija, 18. prosinca 1967. – Moskva, Rusija, 4. veljače 2015.) je pokojni sovjetski i ruski skakač u dalj. Bio je europski dvoranski prvak u Genovi 1992. a iste godine nastupio je i na Olimpijadi u Barceloni.
Bagrjanov je atletsku karijeru započeo specijaliziravši se za 400 metara s preponama, a najbolji rekord bio mu je 50:19. U 21. godini sportaš se prekvalificirao na skok u dalj. Bio je član moskovskog atletskog kluba Spartak a trenirao ga je proslavljeni sovjetski trener Vjačeslav Sokolov. U toj atletskoj disciplini bio je prvak SSSR-a, ZND-a i Rusije. Najveći uspjeh karijere ostvario je 1992. na Europskom atletskom dvoranskom prvenstvu gdje je osvojio zlato preskočivši 8,12 m.
Preminuo je 4. veljače 2015. u Moskvi.

## Vanjske poveznice
- Profil atletičara na Sports-reference.com